# Andreas Mies
Andreas Mies, né le 21 août 1990 à Cologne, est un joueur de tennis allemand, professionnel depuis 2013.

## Carrière
Andreas Mies joue principalement en double. En 2017, il remporte son premier titre Challenger avec Oscar Otte à Rome puis ceux de Poprad avec Mateusz Kowalczyk et Meerbusch avec Kevin Krawietz.
En 2018, il fait équipe avec Kevin Krawietz et remporte cinq titres Challenger à Rome, Almaty, Gênes, Sibiu et Eckental et atteint les huitièmes de finale à Wimbledon, ce qui lui permet de monter dans le top 100 du classement ATP.
En 2019, il remporte son premier titre ATP avec Kevin Krawietz à Long Island en battant en finale Santiago González et Aisam-Ul-Haq Qureshi. Ils gagnent en juin leur 2e titre ensemble, cette fois-ci à Roland-Garros en battant en finale les Français Jérémy Chardy et Fabrice Martin.
En 2020, toujours associé à Kevin Krawietz, il remporte à nouveau le tournoi de Roland-Garros, décalé en septembre en raison de la pandémie de Covid-19, en battant en finale la paire Mate Pavić et Bruno Soares.
En 2022, il atteint avec son partenaire les quarts de finale de Wimbledon, ils s'inclinent face aux Croates Nikola Mektić et Mate Pavić.

## Palmarès

### Titres en double messieurs
| No | Date       | Nom et lieu du tournoi    | Catégorie | Dotation     | Surface      | Partenaire      | Finalistes                             | Score              |          |
| -- | ---------- | ------------------------- | --------- | ------------ | ------------ | --------------- | -------------------------------------- | ------------------ | -------- |
| 1  | 11-02-2019 | New York Open Long Island | ATP 250   | 694 995 $    | Dur (int.)   | Kevin Krawietz  | Santiago González Aisam-Ul-Haq Qureshi | 6-4, 7-5           | Parcours |
| 2  | 28-05-2019 | Roland-Garros Paris       | G. Chelem | 20 060 000 € | Terre (ext.) | Kevin Krawietz  | Jérémy Chardy Fabrice Martin           | 6-2, 7-63          | Parcours |
| 3  | 14-10-2019 | European Open Anvers      | ATP 250   | 635 750 €    | Dur (int.)   | Kevin Krawietz  | Rajeev Ram Joe Salisbury               | 7-61, 6-3          | Parcours |
| 4  | 27-09-2020 | Roland-Garros Paris       | G. Chelem | 18 209 040 € | Terre (ext.) | Kevin Krawietz  | Mate Pavić Bruno Soares                | 6-3, 7-5           | Parcours |
| 5  | 18-04-2022 | Barcelona Open Barcelone  | ATP 500   | 2 661 825 €  | Terre (ext.) | Kevin Krawietz  | Wesley Koolhof Neal Skupski            | 6-73, 7-65, [10-6] | Parcours |
| 6  | 25-04-2022 | BMW Open Munich           | ATP 250   | 534 555 €    | Terre (ext.) | Kevin Krawietz  | Rafael Matos David Vega Hernández      | 4-6, 6-4, [10-7]   | Parcours |
| 7  | 22-07-2024 | Generali Open Kitzbühel   | ATP 250   | 579 320 €    | Terre (ext.) | Alexander Erler | Constantin Frantzen Hendrik Jebens     | 6-3, 3-6, [10-6]   | Parcours |

### Finales en double messieurs
| No | Date       | Nom et lieu du tournoi      | Catégorie | Dotation  | Surface      | Vainqueurs                   | Partenaire         | Score      |          |
| -- | ---------- | --------------------------- | --------- | --------- | ------------ | ---------------------------- | ------------------ | ---------- | -------- |
| 1  | 19-10-2020 | HULKS Championships Cologne | ATP 250   | 271 345 € | Dur (int.)   | Raven Klaasen Ben McLachlan  | Kevin Krawietz     | 6-2, 6-4   | Parcours |
| 2  | 15-04-2024 | BMW Open Munich             | ATP 250   | 579 320 € | Terre (ext.) | Yuki Bhambri Albano Olivetti | Jan-Lennard Struff | 7-66, 7-65 | Parcours |

## Parcours dans les tournois duGrand Chelem

### En double messieurs
| Année | Open d'Australie                                                                       | Open d'Australie                                                                           | Internationaux de France                                                               | Internationaux de France                                                                  | Wimbledon                                                                            | Wimbledon                                                                                 | US Open                                                                               | US Open |
| ----- | -------------------------------------------------------------------------------------- | ------------------------------------------------------------------------------------------ | -------------------------------------------------------------------------------------- | ----------------------------------------------------------------------------------------- | ------------------------------------------------------------------------------------ | ----------------------------------------------------------------------------------------- | ------------------------------------------------------------------------------------- | ------- |
| 2018  | —                                                                                      | —                                                                                          | —                                                                                      | —                                                                                         | 1/8 de finale Kevin Krawietz \|\| style="text-align:left;" \| Mike Bryan Jack Sock   | —                                                                                         | —                                                                                     |         |
| 2019  | 2e tour (1/16) A. Mannarino \|\| style="text-align:left;" \| Bob Bryan Mike Bryan      | Victoire Kevin Krawietz                                                                    | Jérémy Chardy Fabrice Martin                                                           | 1er tour (1/32) Kevin Krawietz \|\| style="text-align:left;" \| M. Demoliner Divij Sharan | 1/2 finale Kevin Krawietz \|\| style="text-align:left;" \| M. Granollers H. Zeballos |                                                                                           |                                                                                       |         |
| 2020  | 1er tour (1/32) Kevin Krawietz \|\| style="text-align:left;" \| A. Bublik M. Kukushkin | Victoire Kevin Krawietz                                                                    | Mate Pavić Bruno Soares                                                                | Annulé                                                                                    | Annulé                                                                               | 1/8 de finale Kevin Krawietz \|\| style="text-align:left;" \| Rohan Bopanna D. Shapovalov |                                                                                       |         |
| 2021  | —                                                                                      | —                                                                                          | —                                                                                      | —                                                                                         | —                                                                                    | —                                                                                         | 1/8 de finale A. Golubev \|\| style="text-align:left;" \| P.-H. Herbert Nicolas Mahut |         |
| 2022  | 1/8 de finale Kevin Krawietz \|\| style="text-align:left;" \| John Peers F. Polášek    | 1er tour (1/32) Kevin Krawietz \|\| style="text-align:left;" \| L. Glasspool H. Heliövaara | 1/4 de finale Kevin Krawietz \|\| style="text-align:left;" \| Nikola Mektić Mate Pavić | 2e tour (1/16) Kevin Krawietz \|\| style="text-align:left;" \| R. Haase P. Oswald         |                                                                                      |                                                                                           |                                                                                       |         |
| 2023  | 1/4 de finale John Peers \|\| style="text-align:left;" \| M. Granollers H. Zeballos    | 1/2 finale M. Middelkoop \|\| style="text-align:left;" \| Sander Gillé Joran Vliegen       | 2e tour (1/16) F. Martin \|\| style="text-align:left;" \| Ariel Behar A. Pavlásek      | 1/8 de finale M. McDonald \|\| style="text-align:left;" \| Rajeev Ram Joe Salisbury       |                                                                                      |                                                                                           |                                                                                       |         |
| 2024  | 2e tour (1/16) J.-P. Smith \|\| style="text-align:left;" \| M. Granollers H. Zeballos  | 1er tour (1/32) N. Skupski \|\| style="text-align:left;" \| T. Macháč Zhang Z.             | 1/8 de finale J.-P. Smith \|\| style="text-align:left;" \| M. Purcell J. Thompson      | 2e tour (1/16) J.-P. Smith \|\| style="text-align:left;" \| M. Purcell J. Thompson        |                                                                                      |                                                                                           |                                                                                       |         |

N.B. : le nom du partenaire se trouve sous le résultat ; le nom des ultimes adversaires se trouve à droite.

### En double mixte
| Année | Open d'Australie                                                                          | Open d'Australie | Internationaux de France | Internationaux de France | Wimbledon                                                                          | Wimbledon                                                                                 | US Open | US Open |
| ----- | ----------------------------------------------------------------------------------------- | ---------------- | ------------------------ | ------------------------ | ---------------------------------------------------------------------------------- | ----------------------------------------------------------------------------------------- | ------- | ------- |
| 2019  | —                                                                                         | —                | —                        | —                        | 1er tour (1/32) A. Guarachi \|\| style="text-align:left;" \| S. Williams A. Murray | 1er tour (1/16) L. Siegemund \|\| style="text-align:left;" \| Duan Ying-Ying M. Demoliner |         |         |
| 2020  | 1er tour (1/16) A. Rosolska \|\| style="text-align:left;" \| Nicole Melichar Bruno Soares | Annulé           | Annulé                   | Annulé                   | Annulé                                                                             | Annulé                                                                                    | Annulé  |         |

N.B. : le nom de la partenaire se trouve sous le résultat ; le nom des ultimes adversaires se trouve à droite.

## Participation auMasters

### En double
| Année | Ville              | Surface    | Partenaire     | Résultats | Résultat final    |
| ----- | ------------------ | ---------- | -------------- | --------- | ----------------- |
| 2019  | Londres (O2 Arena) | Dur indoor | Kevin Krawietz | 1v, 2d    | éliminé en poules |
| 2020  | Londres (O2 Arena) | Dur indoor | Kevin Krawietz | 1v, 2d    | éliminé en poules |

## Classements ATP en fin de saison
| Année          | 2011 | 2012 | 2013 | 2014 | 2015 | 2016 | 2017 | 2018 | 2019 | 2020 | 2021 | 2022 | 2023 |
| Rang en simple | 1513 | –    | 984  | 900  | 1634 | 1196 | –    | –    | –    | –    | –    | –    | –    |
| Rang en double | –    | –    | 564  | 500  | 1542 | 181  | 131  | 74   | 11   | 20   | 49   | 24   | 33   |

Source : (en) Classements de Andreas Mies sur le site officiel de la Fédération internationale de tennis